# 大眼擬海鯰
大眼擬海鯰為輻鰭魚綱鯰形目海鯰科的其中一種，其种加词“assimilis”意为“相近的”。分布於中美洲墨西哥至巴拿馬的半鹹水域，體長可達35公分，棲息在沿海、河口區，為底棲性魚類，屬肉食性，可做為食用魚。